# Lianna (personaggio)
Lianna è un personaggio immaginario dell'Universo DC. È un membro della razza immaginaria conosciuta come i Guardiani dell'Universo, e comparve per la prima volta in Green Lantern n. 160 (maggio 2003).

## Storia del personaggio
Dopo che Kyle Rayner riaccese la Batteria del Potere Centrale di Oa, tutti i Guardiani deceduti furono riportati in vita. Tuttavia, furono rianimati sotto forma di bambini, in un misto di maschi e femmine, invece che di soli maschi adulti (che era la loro forma originale).
Kyle Rayner e Jade visitarono il pianeta Oa e incontrarono numerosi Guardiani bambini. Kyle fu sorpreso di vederne uno, Lianna, che aveva già sviluppato l'abilità di utilizzare una piccola quantità del suo potere. A questo punto, continuava però a somigliare a tutti gli altri. Più avanti nel numero, Lianna scomparve. Fu trovata lì vicino, sul pianeta Aroxe. Gli abitanti chiesero aiuto dopo che un misterioso attaccante distrusse la loro città capitale e seminò distruzione su tutto il pianeta. Rayner (come Lanterna Verde) e Jade arrivarono per aiutarli, ma solo per essere velocemente sconfitti da questo misterioso essere. Si scoprì che questa figura misteriosa era in realtà Lianna. Nel processo di risveglio prematuro dei suoi poteri, dimenticò chi era e in qualche modo il suo corpo cambiò sembianza rendendola adulta. Ganthet arrivò giusto in tempo per fermarla prima che distruggesse quel poco che era rimasto di Aroxe e la riportò su Oa al fine di insegnarle come utilizzare i suoi poteri nel modo più adeguato.
Lianna aiutò il resto dei Guardiani a proteggere Oa dall'attacco dei Qwardiani. Poi, venne mostrata mentre uccideva Amon Sur (figlio della ex Lanterna Verde Abin Sur) per fermarlo dal continuare ad assistere i Qwardiani (si scoprì più avanti che Sur era sopravvissuto). Durante la battaglia tentò di uccidere Kyle Rayner, sebbene le motivazioni di questo gesto non furono mai spiegate.

### Omega Men
Lianna ricomparve successivamente nella miniserie del 2006 The Omega Men di Andersen Gabrych. Fatta fuggire dal controllo di Ganthet da Mother Zed, una delle Zamaron, Lianna divenne membro di un ordine sacro. Fu rivelato che la fonte della sua trasformazione in un'adulta pienamente sviluppata è una gemma chiamata "heartstone", un frammento del potere che creò lo stesso universo. Tuttavia, la criminale Lady Styx era in cerca di questa pietra e altre come simili per liberare i guerrieri della Spider Guild of Vega per ritrovarli. Durante la ricerca, Mother Zed fu uccisa. Lianna unì le forze a quelle degli Omega Men e, infine, divenne un membro del gruppo.
In Omega Men, ci si riferisce a Lianna come a un ibrido. Ci si riferisce a lei in questo modo, a causa del fatto che possegga le radici genetica dei Guardiani e delle Zamaron, e al fatto che sia un misto delle due razze.

## Comparsa ed abilità
A differenza degli altri Guardiani, Lianna viene mostrata come alta tra il metro e 80 e i due metri, con una pelle bluastra tendente al grigio, capelli scuri con una leggera tinta blu, occhi verdi (a volte rossi), ed un fisico molto scolpito e muscoloso. Inizialmente indossava uno strano costume che sembrava essere una forma di costrutto, dato che la sua forma cambiava da figura a figura. Ha anche un marchio rosa/violetto sotto l'occhio sinistro, cosa che si vide quando la si ritrovò su Aroxe, ma che poi scomparve. La comparsa di Lianna su Omega Men la presenta con i capelli verdi tendenti al bianco, come quelli degli altri Guardiani.
Mentre Lianna possedeva "tutti i poteri di un Guardiano adulto", non fu mai spiegato a pieno cosa significasse. Fu mostrato che Lianna possedeva forza, velocità, e pensiero ben al di là delle possibilità di un umano comune. La si vide anche sfoggiare una serie di abilità psioniche, sebbene i limiti di tali poteri non furono mai affermati. Fu tuttavia mostrato che i Guardiani sono potenziati dalla volontà (lo stesso potere che alimenta gli anelli del potere delle Lanterne Verdi da loro stessi creati). Quindi si pensa che la forza dei suoi poteri sia determinata parzialmente dalla sua volontà (come Gladiator per la Marvel Comics).
In Omega Men, Lianna venne mostrata legata alla "heartstone" che accelerò la sua trasformazione, donandole così una specie di poteri elettromagnetici in aggiunta alle abilità naturali già possedute dagli Oani. Di queste ultime, l'unica abilità mostrata fu quella del lancio di alcuni fasci di energia dalle mani.